# The Slightly Worn Gown
The Slightly Worn Gown è un cortometraggio muto del 1915 diretto da William Humphrey.

## Produzione
Il film fu prodotto dalla Vitagraph Company of America.

## Distribuzione
Distribuito dalla General Film Company, il film - un cortometraggio in una bobina - uscì nelle sale cinematografiche statunitensi il 25 gennaio 1915.